# Josef Kohlhäufl
Josef Kohlhäufl (* 23. März 1936 in Oberwalting) ist ein deutscher Kirchenmusiker.

## Leben und Wirken
Kohlhäufl wuchs im Ortsteil Oberwalting der Gemeinde Leiblfing auf und studierte von 1956 an katholische Kirchenmusik an der Kirchenmusikschule Regensburg. Ab 1958 war er bei den Regensburger Domspatzen als Chorleiter und Magister Choralis tätig. 1960 erwarb er ein Baccalaureat am Päpstlichen Institut für Kirchenmusik in Rom. Von 1976 bis 1990 leitete er als Diözesanmusikdirektor das Referat Kirchenmusik des Bistums Regensburg. 1990 wurde er Professor für Gregorianik und Liturgik an der Universität für Musik und darstellende Kunst in Wien. Er lehrte dort bis zu seiner Emeritierung im Jahr 2004. 1984 übernahm Josef Kohlhäufl das Amt des Stiftskapellmeisters an der Basilika Unserer Lieben Frau zur Alten Kapelle in Regensburg, wo er nach seinem Ausscheiden 2011 zum Ehrenstiftskapellmeister ernannt wurde. Er leitete u. a. die Choralschola und den Männerchor ehemaliger Regensburger Domspatzen, die Weltenburger Musikgemeinschaft, die Regensburger Vokalsolisten und den Regensburger Motettenchor.
Josef Kohlhäufl initiierte im Jahr 2006 maßgeblich das Projekt „Papst-Benedikt-Orgel“ in der Basilika Unserer Lieben Frau zur Alten Kapelle in Regensburg.
Kohlhäufl ist Mitglied der Arbeitsgruppe Melodierestitution der AISCGre, die versucht, auf der Grundlage der ältesten Choralhandschriften die ursprünglichen Melodien des Gregorianischen Chorals zu restituieren.

## Auszeichnungen
Für seine Verdienste um die katholische Kirchenmusik wurde Josef Kohlhäufl das Bundesverdienstkreuz am Bande verliehen. Er erhielt 1997 die Albertus-Magnus-Medaille für Kunst und Wissenschaft der Stadt Regensburg sowie die Orlando-di-Lasso-Medaille des Allgemeinen Cäcilien-Verbandes. 2008 wurde er zum Bischöflichen Kirchenmusikdirektor ernannt.